# Another Messiah
Another Messiah war eine niederländische Metal-Band aus Nijmegen, die im Jahr 2002 gegründet wurde und sich 2008 wieder auflöste.

## Geschichte
Die Band wurde im Jahr 2002 gegründet. Im Jahr 2002 folgte die erste EP namens Another Renaissance. Danach folgte eine Tour durch die Niederlande sowie eine durch Zentraleuropa. Ab 2004 begannen die Arbeiten zu dem Debütalbum der Band. Das Album Dark Dreams, My Child wurde gegen Ende 2005 in den Excess Studios unter der Leitung des Produzenten Joost van de Broek aufgenommen. Im Jahr 2006 folgte eine weitere Tour durch Zentraleuropa, der eine Tour durch die Niederlande folgte. Im Jahr 2007 hielt die Band eine kleine Tour durch Europa ab. Am Anfang des Jahres erreichte die Band einen Vertrag bei Restrain Records, bei dem im selben Jahr Dark Dreams, My Child erschien, ehe sich die Gruppe im Folgejahr auflöste.

## Stil
Die Band selbst bezeichnet ihren Stils als „Post Doom“. Besonders charakteristisch ist der Einsatz einer Oboe. Der Gesang wechselt zwischen Klargesang und für Death Metal typischen gutturalem Gesang. Die Lieder der Band sind progressiv und weisen außerdem einen Power-Metal-Anteil auf.

## Diskografie
- 2003: Another Renaissance (EP, Eigenveröffentlichung)
- 2007: Dark Dreams, My Child (Album, Restrain Records)